# 中国艺术家协会
中国艺术家协会是2016年起被查处的一个位于中华人民共和国的非政府组织，总部建立在北京，据称在中国各省、市、自治区及外国设有分支机构和秘书处，自称文艺类非营利组织。

## 历史

### 宣传和发展
该协会在官网介绍分支机构时，曾以“中共中国艺术家协会委员会”为称号包装自身，还选择如钓鱼台国宾馆等地开展活动。
2015年7月2日，新华网报道牛群主持中国艺术家协会全国党员代表大会，中共朝阳区麦子店街道工委副书记邢等超等出席。

### 查处
2016年2月，中华人民共和国民政部主管的中国社会组织网开设曝光台，首批公布了203家“离岸社团”“山寨社团”，中国艺术家协会名列其中。
2016年4月，媒体报道该协会被曝光后仍有活动，且活动被中新网、央广网等多家权威媒体正面报道。
2018年8月，河北省民政厅会同省公安厅、省网信办、石家庄市民政局、石家庄市公安局、长安区民政局及当地派出所，联合行动并现场取缔了“中国艺术家协会河北省秘书处”，查缴大量宣传物料、自制期刊等。中国艺术家协会河北省诗书画院亦被取缔。
2021年一季度，中华人民共和国民政部会同网信、电信主管部门，关闭一批非法社会组织网站，中国艺术家协会河北省秘书处名列其中。

## 分支机构
中国艺术家协会官网宣称，中国艺术家协会下辖若干分支机构，并在广东、上海、台湾、香港等十余个行政区以及美国、韩国、德国等十余个国家设有秘书处。